# Ian Stewart (labdarúgó)
Ian Edwin Stewart (Belfast, 1961. szeptember 10.  – ) északír válogatott labdarúgó.

## Pályafutása

### Klubcsapatban
1980 és 1985 között a Queens Park Rangersben játszott, de 1982–83-ban a Millwall vette kölcsön. 1985 és 1987 között a Newcastle Unitedben szerepelt. 1987–88-ban a Portsmouth FC, 1988-ban a Brentford FC labdarúgója volt. 1988-tól 1992-ig az Aldershot színeiben 101 mérkőzésen lépett pályára. 1992-ben a Colchester United csapatában futballozott. 1993-ban az alacsonyabb osztályú Harrow Borough együttesében fejezte be a pályafutását. 

### A válogatottban
1982 és 1987 között 31 alkalommal szerepelt az északír válogatottban és 2 gólt szerzett. Részt vett az 1986-os világbajnokságon, ahol az északírek valamennyi csoportmérkőzésén pályára lépett.

## Sikerei, díjai
Queens Park Rangers
- Angol másodosztály (1): 1982–83
- National League (1): 1991–92